# Chalaines
Chalaines ist eine französische Gemeinde mit 304 Einwohnern (Stand 1. Januar 2022) im Département Meuse in der Region Grand Est (bis 2015 Lothringen); sie gehört zum Arrondissement Commercy und zum Gemeindeverband Communauté de communes de Commercy-Void-Vaucouleurs. Die Bewohner nennen sich Chalainois/Chalainoises.

## Geografie
Chalaines liegt rund 18 Kilometer südwestlich der Kleinstadt Toul im Süden des Départements Meuse an der Grenze zum Département Meurthe-et-Moselle. Verkehrstechnisch befindet sich die Gemeinde fernab von überregionalen Verkehrswegen nahe der D964. Der Ort liegt an der Maas. Weite Teile im Osten der Gemeinde sind bewaldet (La Fouée). Die Gemeinde besteht aus den Dörfern Chalaines und Le Petit Chalaines sowie wenigen Einzelgehöften.
Nachbargemeinden sind Rigny-la-Salle im Nordosten, Rigny-Saint-Martin im Osten, Gibeaumeix (im Département Meurthe-et-Moselle) im Südosten, Sepvigny im Süden, Neuville-lès-Vaucouleurs im Südwesten sowie Vaucouleurs im Westen.

## Geschichte
Wie alle Orte der Gegend litt Chalaines im Mittelalter unter Konflikten. Die schlimmsten Verwüstungen richteten der Hundertjährige Krieg und der Dreißigjährige Krieg an. Der Name der heutigen Gemeinde wurde im Jahr 1340 unter dem heutigen Namen Chalaines erstmals in einem Dokument erwähnt. Im Mittelalter gehörte der Ort zur Barrois mouvant und war Teil der Champagne. Chalaines war Teil der Bailliage Chaumont. Bis zur Französischen Revolution lag der Ort im Grand-gouvernement de Lorraine-et-Barrois.
Chalaines gehörte von 1793 bis 1801 zum District Gondrecourt. Zudem seit 1793 zum Kanton Vaucouleurs. Die Gemeinde ist seit 1801 dem Arrondissement Commercy zugeteilt.

## Bevölkerungsentwicklung
Die Gemeinde teilt das Schicksal vieler Landgemeinden in Frankreich. In der ersten Hälfte des 19. Jahrhunderts lag die Bevölkerungszahl stets bei mehr als 500 Einwohnern. Danach folgte eine Landflucht, die die Anzahl Bewohner stark minderte (1851–1975: −55,6 Prozent). In den letzten Jahrzehnten ist die Bevölkerung wieder gewachsen (1975–2016: +26,2 Prozent).
| Jahr                       | 1962 | 1968 | 1975 | 1982 | 1990 | 1999 | 2006 | 2011 | 2019 |
| Einwohner                  | 329  | 292  | 256  | 281  | 291  | 297  | 318  | 326  | 312  |
| Quellen: Cassini und INSEE |      |      |      |      |      |      |      |      |      |

## Sehenswürdigkeiten
- Schloss Château de Chalaines aus dem 18. Jahrhundert
- Kirche Mariä Geburt (Église de la Nativité de-la-Bienheureuse-Vierge-Marie)
- Brunnen Fontaine au Dauphin aus dem Jahr 1856
- Rathaus (Mairie) und Dorfschule
- Denkmal für die Gefallenen[1]
- Zwei Wegkreuze
- ehemaliges Waschhaus (Lavoir) südlich von Le Petit Chalaines

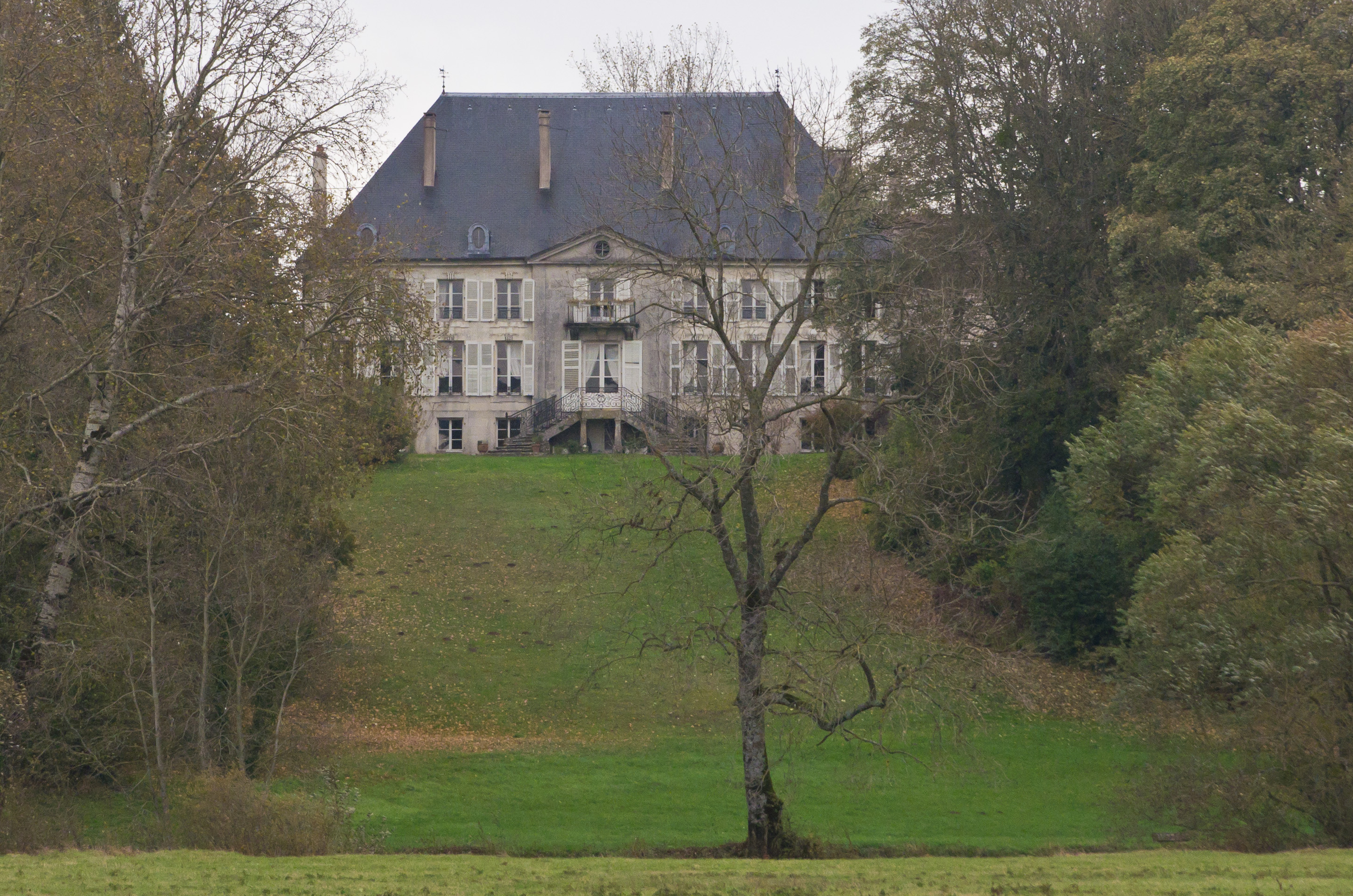
Château de Chalaines
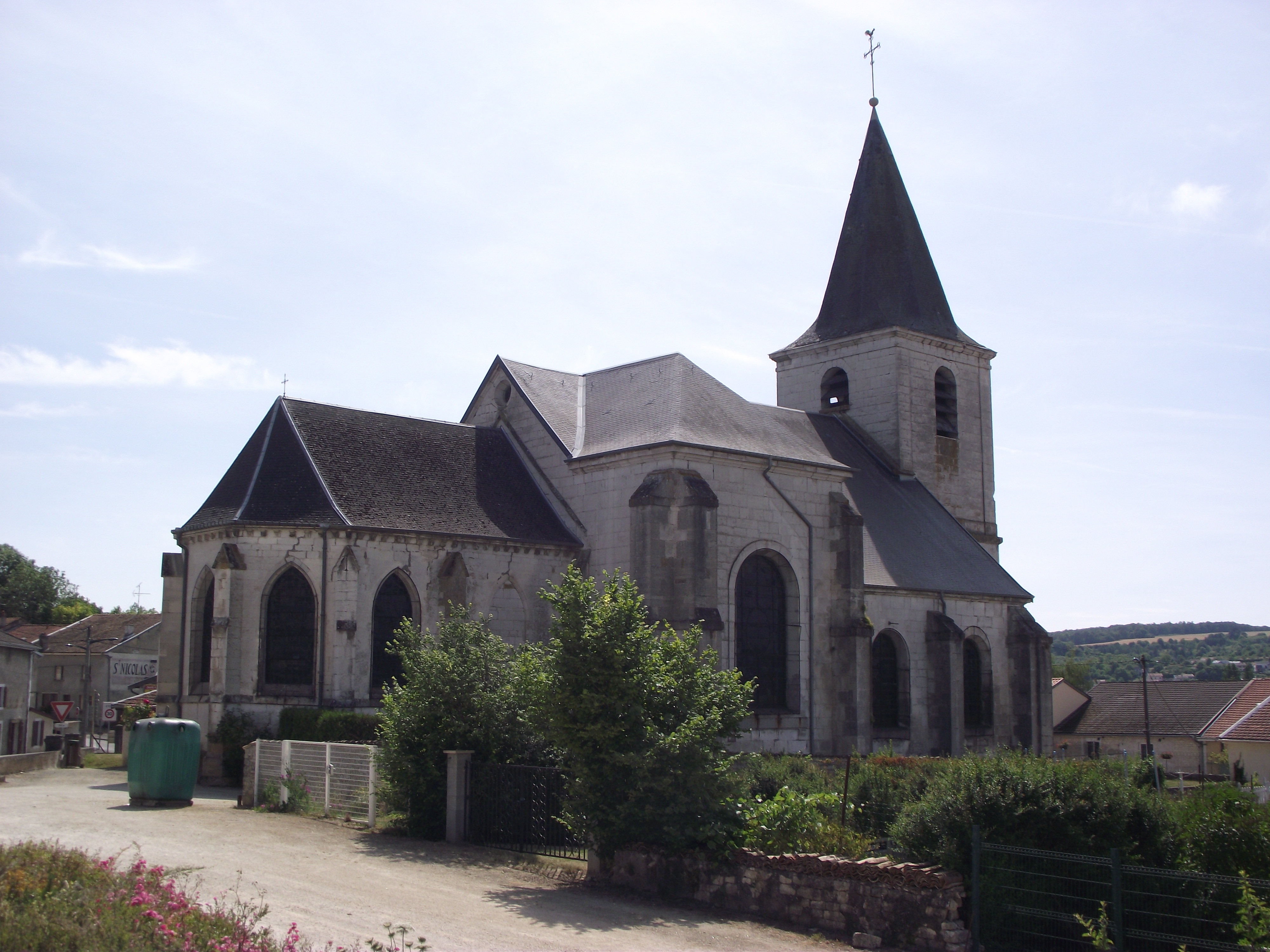
Kirche Mariä Geburt
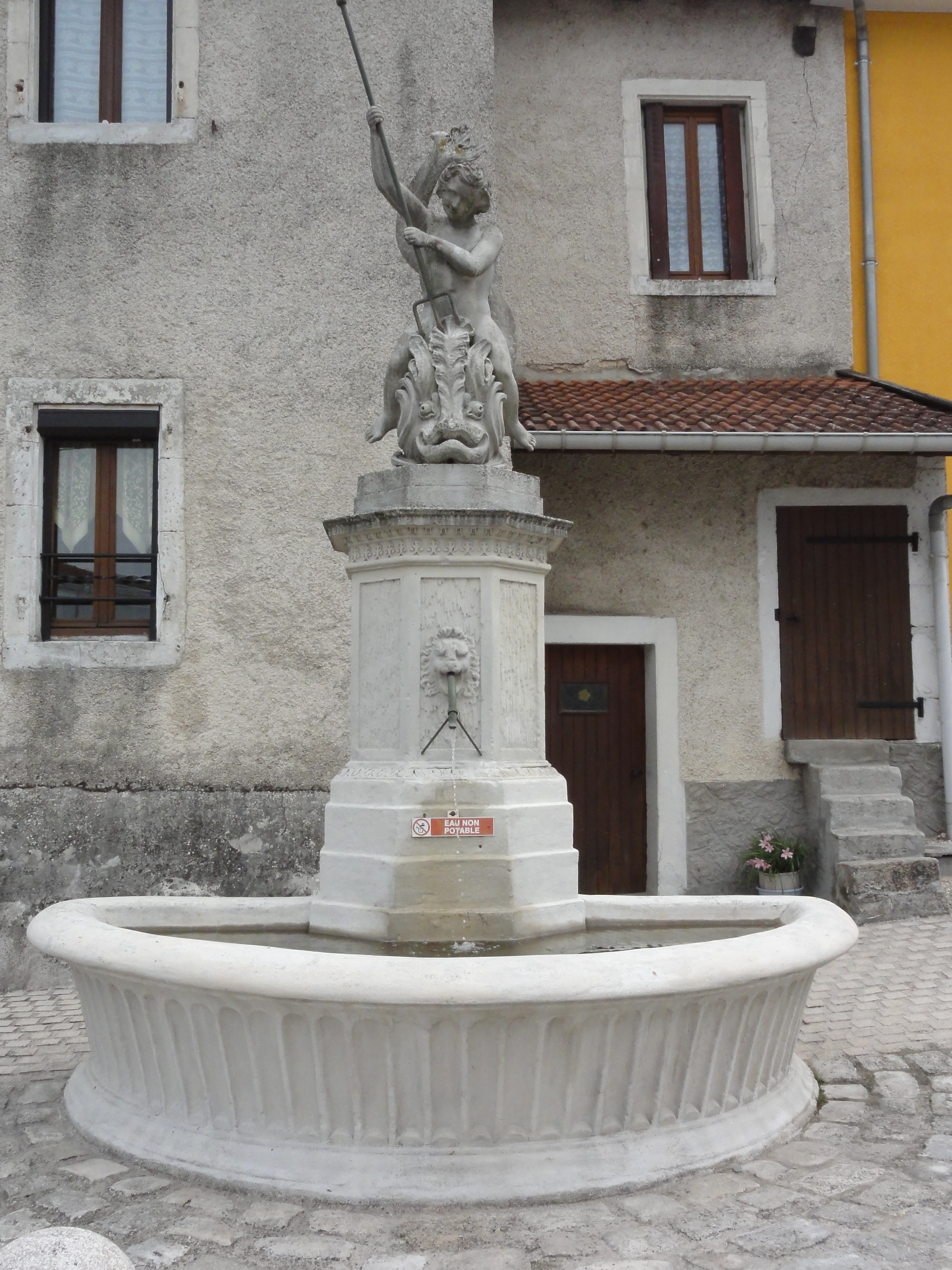
Fontaine au Dauphin
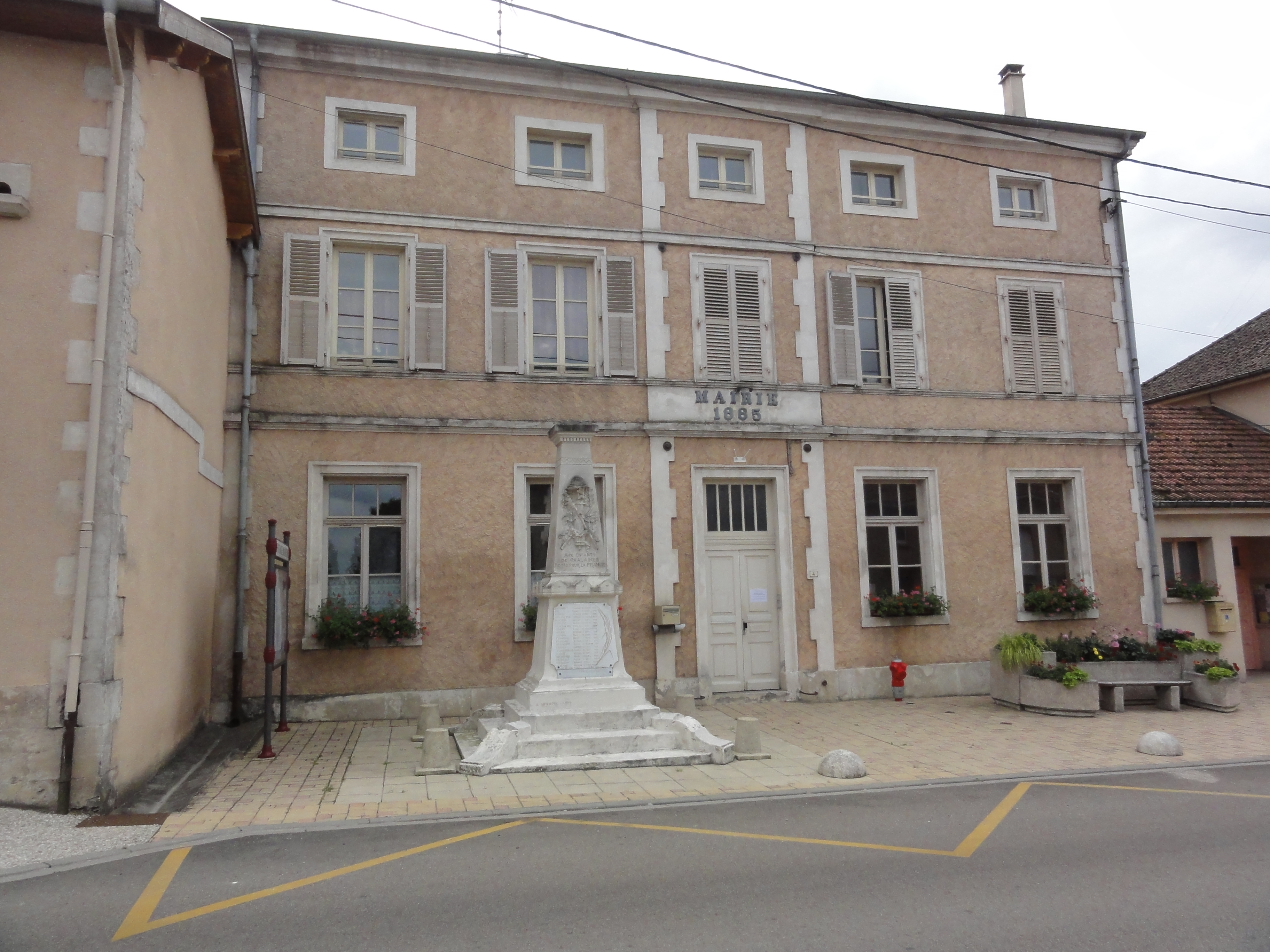
Rathaus und Denkmal für die Gefallenen
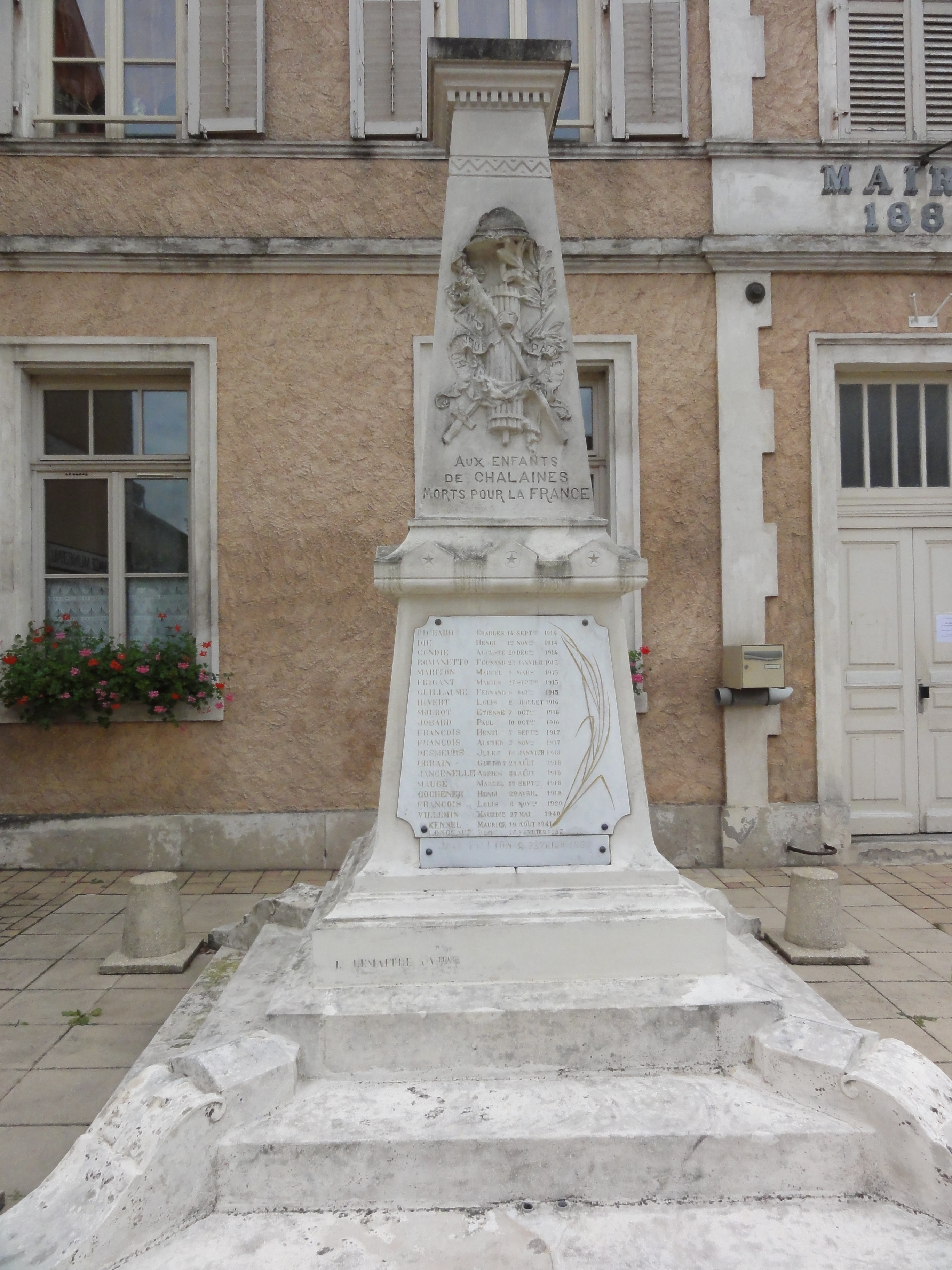
Denkmal für die Gefallenen
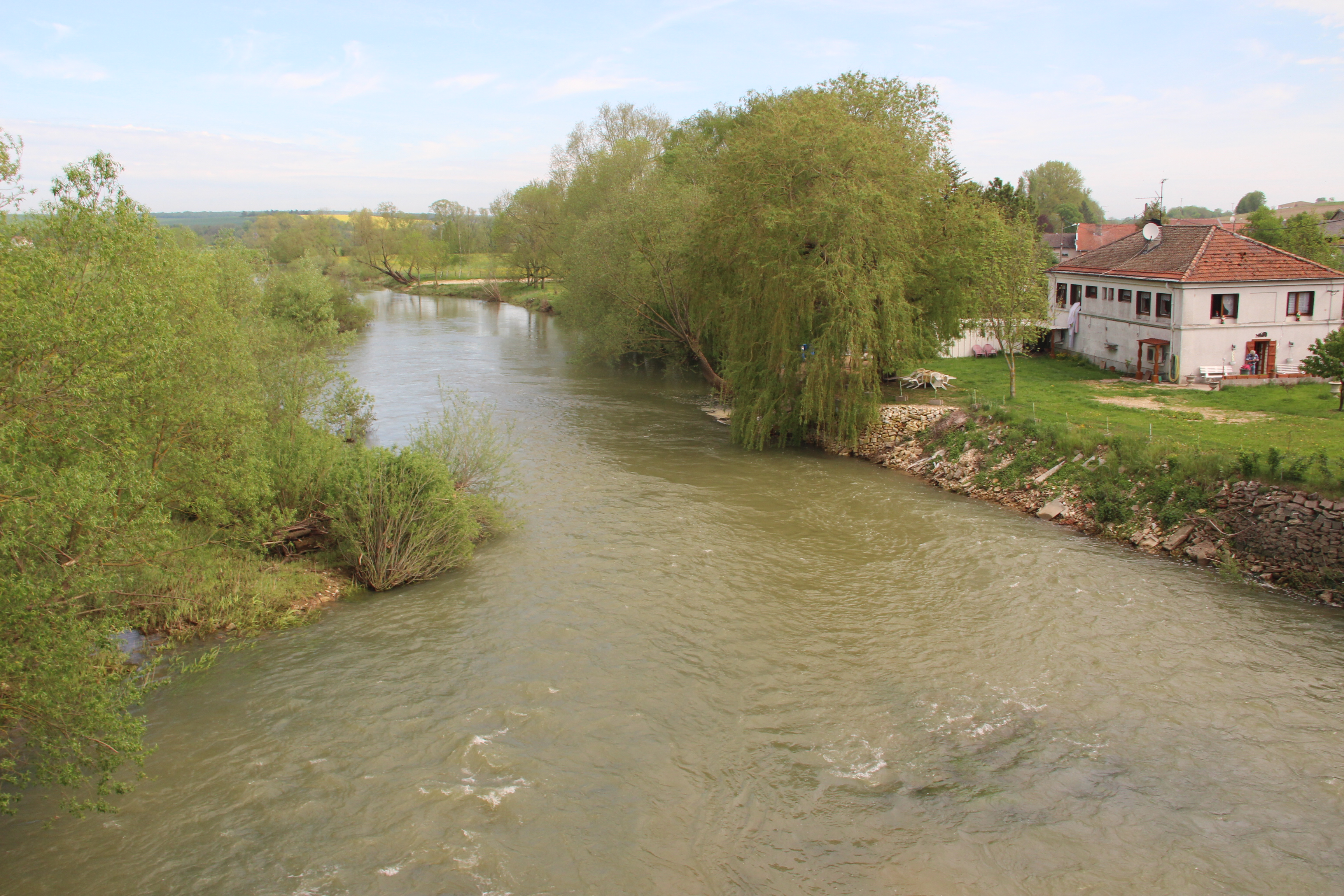
Maas und Landschaft bei Chalaines